# Владимир Георгієв (мовознавець)
Владими́р Іва́нов Георгі́єв — болгарський вчений, мовознавець і укладач словників і енциклопедій, академік. Брат Е. Георгієва.
Головний редактор журналу «Болгарська мова» та журналу «Балканське мовознавство» та «Короткої болгарської енциклопедії» та Енциклопедія «Болгарія А-Я». Як керівник команди, що створила «Правописний словник болгарської літературної мови» в 1945 році, Георгієв був одним з ініціаторів створення сучасної болгарської орфографії. У 1971—1986 роках брав участь у складанні 3-х томів «Болгарського етимологічного словника».

## Біографія

### Освіта
Народився 3 лютого 1908 року в селі Габаре. Закінчив класичну філологію в Софійському університеті (1930). У 1933 — 34 роках був спеціалістом індоєвропейського, слов'янського та загального мовознавства у Віденському університеті, де захистив докторську дисертацію. З 1939 по 1940 роки закінчив університети Берліна і Флоренції, а з 1946 по 1947 роки спеціалізувався у Парижі.

### Професійний розвиток
Асистент (1931—1941), доцент (1936—1945) та професор (з 1945) у Софійському університеті.
У 1947—1948 роках був деканом історико-філологічного факультету Софійського університету, в 1948—1951 роках був заступником ректора, в 1951—1956 — ректором.
З 1948 по 1974 роки — завідувач кафедри загальної та порівняльної історичної лінгвістики історико-філологічного факультету Софійського університету.
У 1951—1957 роки — директор Інституту болгарської мови Болгарської академії наук. У 1952 році був обраний академіком. У 1956—1963 роки — секретар Відділення мовознавства, літературознавства та мистецтвознавства при Болгарській академії наук. У 1959—1972 роках був заступником голови Академії наук Болгарії. З 1972 року — директор Единого центру мов та літератури.
Між 1962 — 69 роками був головним редактором Короткої болгарської енциклопедії. У 1974 році став головним редактором Енциклопедії «Болгарія А-Я», а в 1978 році — головним редактором енциклопедії «Болгарія», том 1.

### Членство та головування
- Міжнародний комітет славістів (голова у 1958—1963 рр., заступник голови з 1963 р.)
- Болгарський національний комітет славістів (голова з 1955 р.),
- Міжнародна асоціація з вивчення Південно-Східної Європи (голова у 1965—1967 роках, почесний голова з 1967 року).
- Національний комітет захисту миру (зам. голови з 1973 року).
- Міжнародний комітет з мікенології (член Бюро ради правління).
- Почесний доктор Університету ім. Гумбольдта в Берліні (1960) і Карлівого університету у Празі (1968).
- Член-кореспондент французької AН (1967), Фінської AН (1966), Саксонської АН в Лейпцигу (1968), бельгійської AН (1971), Афінської AН (1977).

## Труди
- 1932 — «Індоєвропейські гутурали» (монографія)
- 1941—1945 — «Догрецька лінгвістика» (монографія, у 2 томах)
- 1957 — Фракійська мова [Архівовано 31 березня 2019 у Wayback Machine.]  [Архівовано 31 березня 2019 у Wayback Machine.] (монографія), Вид. Болгарської академії наук, Софія
- 1958 — «Питання болгарської етимології» (монографія)
- 1958 — «Вступ до мовознавства» (підручник у співавторстві з Іваном Дуридановим)
- 1958 — «Вивчення порівняльної історичного мовознавства» (монографія російською мовою)
- 1959 — «Мовознавство» (підручник у співавт. з Іваном Дурідановим)
- 1960 — «Болгарська етимологія та ономастика» (монографія)
- 1964 — «Вокальна система у розвитку слов'янських мов» (монографія)
- 1966 — «Вступ до історії індоєвропейських мов» (монографія італійською мовою)
- 1969 — «Основні проблеми слов'янської діахронічної морфології» (монографія)
- 1977 — «Фракійці та їхня мова» (монографія)